# حركة الحقوق المدنية

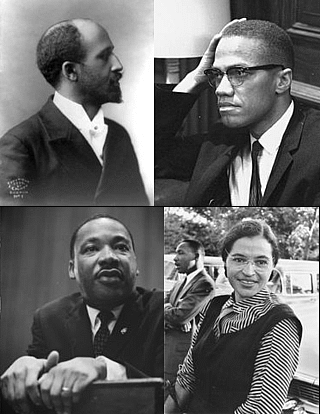
من أبرز رموز حركة الحقوق المدنية وهم في عكس اتجاه العقارب: مالكوم إكس ودو بويز ومارتن لوثر كينغ الابن وروزا باركس

كانت حركة الحقوق المدنيّة (المعروفة أيضًا باسم حركة الحقوق المدنيّة الأمريكيّة الأفريقيّة أو حركة الحقوق المدنية الأمريكيّة أو تعابير أخرى) في الولايات المتحدة الأميركية حركةً مستمرّةً لعقود بهدف ضمان الحقوق القانونيّة للأمريكيين الأفارقة التي قد تحفّظ عليها أمريكيون آخرون.
مع بزوغِ جذورها في عصر إعادة الإعمار أواخرَ القرن التاسع عشر، أدّت الحركة إلى أكبر الآثار التشريعية بعد الإجراءات المباشرة والاحتجاجات الشعبية التي نُظّّمت من منتصف الخمسينات حتى عام 1968.
شملت الاستراتيجيات والجماعات المختلفة والحركات الاجتماعية المنظّمة لتحقيق أهداف إنهاء الفصل والتمييز العنصري القانوني في الولايات المتحدة، وحصلت الحركة باستخدام الحملات اللاعنفية الكبرى في نهاية المطاف على اعتراف حديث في القانون الفيدرالي والحماية الفيدرالية بجميع الأمريكيين.
بعد انتهاء الحرب الأهلية الأمريكية وإلغاء العبودية في ستينيات القرن التاسع عشر، سعت تعديلات إعادة الإعمار لدستور الولايات المتحدة إلى ضمان حقوق الأمريكيين الأفارقة. وبالرغم من حصول الأمريكيين الأفارقة على حق التصويت لفترة قصيرة وأصبحوا يشغلون مناصب سياسية، فإنهم سرعان ما حُرموا من الحقوق المدنيّة غالبًا بموجب قوانين جيم كرو، وتعرّضوا للتمييز والعنف المتواصل. بذل الأمريكيون الأفارقة خلال القرن التالي العديد من الجهود لتأمين حقوقهم الشرعية.
بين عامي 1955 و 1968، أدّت أعمال الاحتجاج اللاعنفي والعصيان المدني إلى الوصول لحالات حرجة وحوارات مثمرة بين الناشطين والسلطات الحكومية. كان على الحكومات والمجتمعات الفيدرالية والمحلية وحكومة الولاية، أن تستجيب على الفور لهذه الحالات، ما سلّط الضوء على أوجه عدم المساواة التي يواجهها الأمريكيون الأفارقة. وقد أدى إعدام الشاب إميت تيل والاستجابة العميقة لقرار والدته بإجراء مراسم جنازة مفتوحة إلى تعبئة المجتمع الأمريكي الأفريقي في جميع أنحاء البلاد.
شملت أشكال الاحتجاج و/أو العصيان المدني المقاطعة مثل النجاح في مقاطعة الحافلات في مونتغومري (1955–1956) في ألاباما؛ بالإضافة إلى الاعتصام مثل اعتصامات غرينزبورو المؤثرة (1960) في كارولينا الشمالية واعتصامات ناشفيل الناجحة في تينيسي، والمسيرات مثل حملة برمنجهام عام 1963 والمسيرة من سِلمى إلى مونتغمري عام 1965 في ولاية ألاباما، مع مجموعة واسعة من الأنشطة اللاعنفية الأخرى.
عمل المعتدلون من الحركة مع الكونغرس لإقرار عدّة قوانين هامّة من التشريعات الفيدرالية التي تُسقِط الممارسات التمييزية. إذ حظر قانون الحقوق المدنية لعام 1964 بصريح العبارة التمييزَ على أساس العرق أو اللون أو الدين أو الجنس أو الأصل القومي في ممارسات التوظيف، إضافةً إلى إنهاء التطبيق غير المتكافئ لمتطلبات تسجيل الناخبين ومنع الفصل العنصري في المدارس ومقرّات العمل وفي الأماكن العامة. أعاد قانون حق التصويت لعام 1965 حقوق الأقليات بالتصويت وحماها من خلال تفويض الإشراف الفيدرالي على التسجيل والانتخابات في المناطق التي نَقُصَ فيها التمثيل التاريخي للأقليات كناخبين. كما حظر قانون الإسكان العادل لعام 1968 التمييز في بيع أو استئجار المساكن. عاد الأمريكيون الأفارقة إلى الحياة السياسية في الجنوب، وأُلهمَ الشباب في جميع أنحاء البلاد لاتخاذ الإجراءات.
أدّت موجة من أعمال الشغب وقعت بين عاميّ 1964 و1970 داخل المدن في المجتمعات ذات العرق الأسود إلى تقويض الدعم من الطبقة الوسطى البيضاء، ولكن مع تزايد الدعم من المؤسسات الخاصة. كما شجع ظهور «حركة القوة السوداء» والتي استمرت بين عامي 1965 و 1975، القيادة السوداء الثابتة على موقفها التعاوني وعدم ممارستها العنف، وبدلاً من ذلك طالبت بناء الاكتفاء الذاتي الاقتصادي في مجتمع السود، بالإضافة إلى القوانين الجديدة المكتسبة من خلال الحركة اللاعنفية.
تمحورت العديد من التجلّيات الشعبية للحركة في القيادة الساحرة والحكمة التي تمتّع بها مارتن لوثر كنغ الابن، والذي حاز لدوره فيها على جائزة نوبل للسلام عام 1964. وبالرغم من ذلك، كتب بعض الباحثون أن الحركة اتسمت بالتنوع الغالب بحيث لا يمكن نسبها لأي شخص أو منظمة أو إستراتيجية واحدة.

## الخلفية
قبل وقوع الحرب الأهلية الأمريكية، استُعبد ما يقارب أربعة ملايين شخص من العرق الأسود في الجنوب، واقتصر حق التصويت عندها على الرجال البيض فقط، كما أقصَر قانون التجنيس لعام 1790 الحصول على الجنسية الأمريكية على البيض فقط.
بعد انتهاء الحرب الأهلية، تم إقرار ثلاثة تعديلات دستورية، بما في ذلك التعديل الثالث عشر (1865) الذي أنهى العبودية، والتعديل الرابع عشر (1868) الذي منح الجنسية الأمريكية للأمريكيين الأفارقة، مضيفًا مجموع سكانها البالغ أربعة ملايين إلى السكان الرسميين في الولايات الجنوبية من أجل تقسيم الكونجرس؛ والتعديل الخامس عشر (1870) الذي منح الذكور الأمريكيين من أصل أفريقي حق التصويت (فقط الذكور يمكنهم التصويت في الولايات المتحدة في ذلك الوقت).
خضعت الولايات المتحدة بين عامي 1865 و 1877 لعصر إعادة الإعمار المضطرب بمحاولة إقرار حرية العمل والحقوق المدنية للمحررين في الجنوب بعد انتهاء العبودية. قاوم العديد من البيض التغييرات الاجتماعية ما أدّى إلى نشوء حركات التمرد مثل كو كلوكس كلان- KKK، التي هاجم أعضاؤُها الجمهوريين السود والبيض للحفاظ على التفوق الأبيض. بدأ الرئيس أوليسيس س. غرانت عام 1871 ومعه الجيش الأمريكي والمدعي العام الأمريكي آموس ت. أكرمان، حملة لقمع حركة KKK بموجب قوانين الإنفاذ. كانت بعض الولايات مترددة في فرض التدابير الفيدرالية للقانون؛ وبحلول سبعينيات القرن التاسع عشر، نشأت جماعات أخرى المتعصبة للبيض والمجموعات شبه العسكرية عارضت بعنف المساواة القانونية الإفريقية الأمريكية وحق الاقتراع.

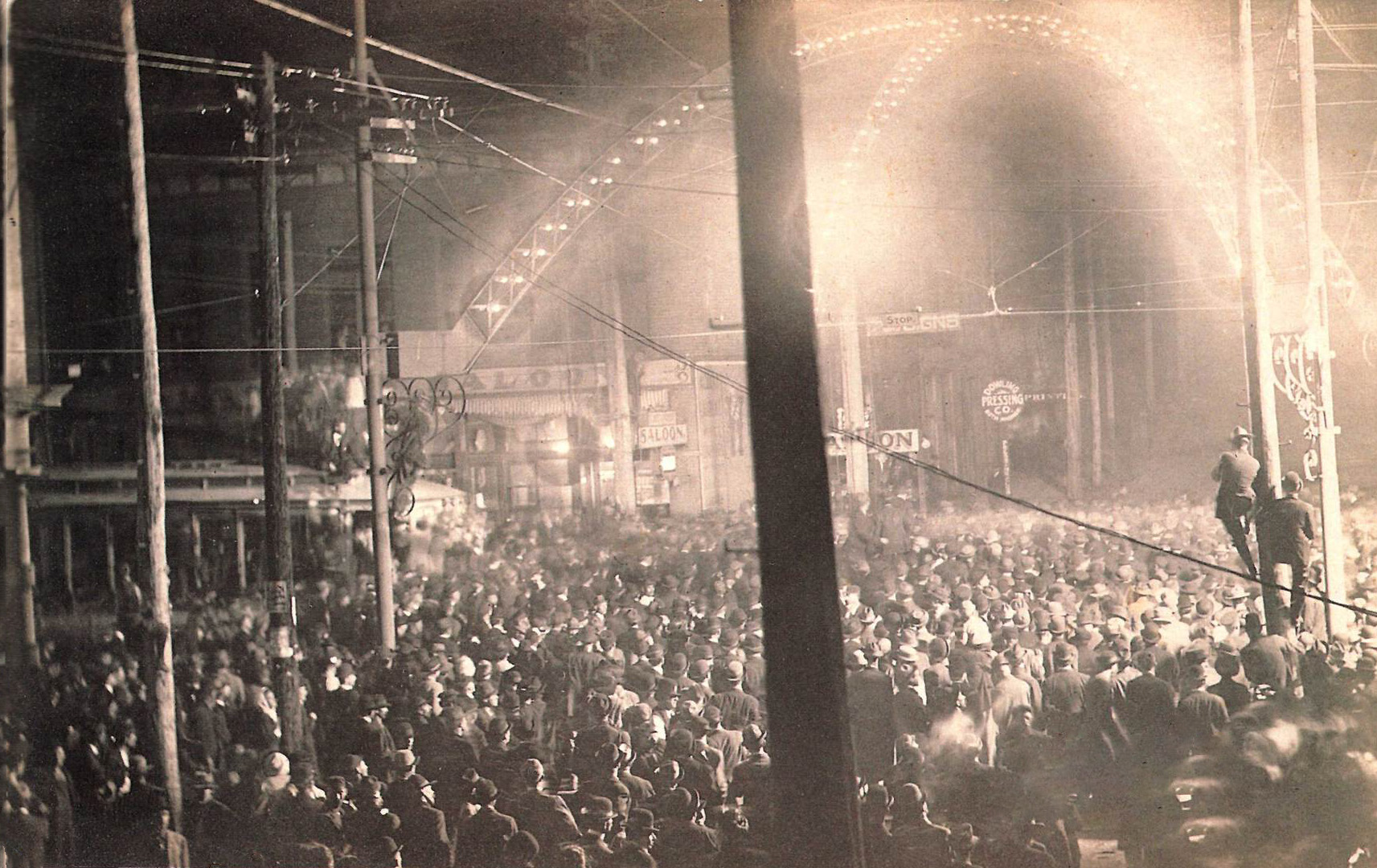
الغوغاء عقب إعدام ويل جيمس دون محاكمة في مدينة القاهرة بولاية إلينوي

سمحت بالرغم من ذلك القوانين للحكومة الفيدرالية بالتدخّل في حال فشلت الولايات في تنفيذ الإجراءات. خشيَ حينها العديد من حكّام الجمهوريين من إرسال قوات المليشيا السوداء لمحاربة كلان خوفًا من اندلاع حرب.
بعد أن أدّت الانتخابات المتنازع عليها في عام 1876 إلى إنهاء مرحلة إعادة الإعمار وسحب القوات الفيدرالية، استعاد البيض في الجنوب السيطرة السياسية على المجالس التشريعية في المنطقة بحلول نهاية القرن، بعد أن هدّدوا السود وهاجموهم بعنف قبل وأثناء الانتخابات.
أقرّت الولايات الجنوبية بين عامي 1890 و1908 دساتير وقوانين جديدة في مرحلة حرمان الأمريكيين الأفارقة والعديد من الفقراء البيض خلقت حواجز أمام تسجيل الناخبين. تراجع دور التصويت بشكل كبير عندما أجبر السود والبيض الفقراء على الخروج من السياسة الانتخابية. فيما أُحرزَ تقدّم بعد قضية المحكمة التاريخية سميث ضد ألورايت بزيادة المشاركة السياسية للعرق الأسود في منطقتي ريم ساوث وأكاديانا على الرغم من عملِ معظم السود تقريبًا بالمناطق المدنيةوعدد قليل من المناطق الريفية خارجَ المزارع. استمر الوضع السابق لاستبعاد الأمريكيين الأفارقة من النظام السياسي في بقية الجنوب، وخاصة شمال لويزيانا وميسيسيبي وألاباما، إلى أن تمّ إصدار تشريع وطني للحقوق المدنية في منتصف الستينيات لإمكانية التطبيق الفيدرالي لحقوق التصويت الدستورية.
لم يكن السود في الجنوب لما يزيد عن ستين سنة قادرين على انتخاب أي شخص لتمثيل مصالحهم في الكونغرس أو الحكومة المحلية. وبما أنهم لم يتمكنوا من التصويت، فإنهم لا يستطيعون العمل في هيئات المحلفين المحلية.
حافظ الحزب الديمقراطي الذي هيمن عليه البيض خلال هذه الفترة على السيطرة السياسية على الجنوب. كان لدى البيض مع سيطرتهم على جميع المقاعد التي تمثل مجموع سكان الجنوب، قاعدة تصويت قوية في الكونغرس. تقلص الحزب الجمهوري (حزب لنكولن) وهو الحزب الذي ينتمي إليه معظم السود، حتى انعدام أهميته، حيث تم قمع تسجيل الناخبين السود إلا في المناطق الوحدوية في أبالاتشيا وأوزاركس. بقي ما عرف بالجنوب الصلب حتى عام 1965 نظامًا أحادي الحزب في ظل الديمقراطيين، وباستثناء معاقل الوحدويين التاريخية التي سبق ذكرها، كان ترشيح الحزب الديمقراطي بمثابة انتخاب لمنصب حكومي ومحلي.
دعا الرئيس ثيودور روزفلت عام 1901 بوكر ت. واشنطن إلى العشاء في البيت الأبيض، ما جعله أول أميركي أفريقي يحضر مأدبة عشاء رسمية هناك. انتقد حينها السياسيون والصحفيون الجنوبيون الدعوة بشدة. أقنع واشنطن الرئيس بتعيين مزيد من السود بالمناصب الفيدرالية في الجنوب ومحاولة تعزيز الوجود القيادي للأمريكيين الأفارقة في المنظمات الجمهورية الحكومية. ومع ذلك، قاوم كل من الديمقراطيين والجمهوريين البيض ذلك باعتباره تدخلًا فيدراليًا غير مرغوب به في سياسة الدولة.
وبينما حُرمَ الأفارقة الأميركيون من حقوقهم، فرض الجنوبيون البيض التمييز العنصري بموجب القانون. وازداد العنف ضد السود، مع العديد من عمليات الإعدام دون محاكمة خلال مطلع القرن. أصبح نظام حكم القانون بالتمييز العنصري والاضطهاد الذي أقرّته الدولة والذي ظهر من الجنوب في مرحلة ما بعد إعادة الإعمار، أصبح يعرف باسم نظام «جيم كرو». أيّدت محكمة الولايات المتحدة العليا، التي تتألف بالكامل تقريباً من الشماليين، دستوريةَ قوانين الولاية تلك التي اقتضت الفصل العنصري في المرافق العامة بقرار بليسي ضد فيرغسون عام 1896، وإضفاء الشرعية عليها من خلال مبدأ «منفصلون ولكن متساوون».
استمر الفصل العنصري الذي بدأ مع العبودية واستمر بقوانين جيم كرو مع استخدام لافتات توجّه السود حيث يمكنهم المشي أو التحدث أو الشرب أو الراحة أو تناول الطعام بشكل قانوني. أمّا بالنسبة للأماكن التي كانت مختلطة عنصريًا، كان على غير البيض الانتظار حتى تلبّى مطالب جميع الزبائن البيض.  انتخب الرئيس وودرو ويلسون عام 1912 وأمر حينها الفصل العنصري في جميع أنحاء الحكومة الفيدرالية.
بقي التمييز قائمًا حتّى منتصف الخمسينيات عندما بدأت العديد من الولايات في دمج مدرستها بشكل تدريجي بعد قرار المحكمة العليا بالإجماع في قضية براون ضد مجلس التعليم الذي ألغى قضية بليسي ضد فيرغسون.
إنّ أوائل القرن العشرين هي الفترة التي يشار إليها في كثير من الأحيان باسم «الحضيض من العلاقات العرقية الأمريكية». بيد ما كانت التوترات وانتهاكات الحقوق المدنية أكثر حدة في الجنوب، أثر التمييز الاجتماعي على الأمريكيين الأفارقة في مناطق أخرى أيضًا. سيطرت كتلة الجنوب على لجان مهمة في الكونجرس، ودحضت إقرار قوانين ضد الإعدام دون محاكمة، ومارست سلطة كبيرة تفوق عدد البيض المتواجدين في الجنوب.

## خصائص فترة ما بعد الإعمار

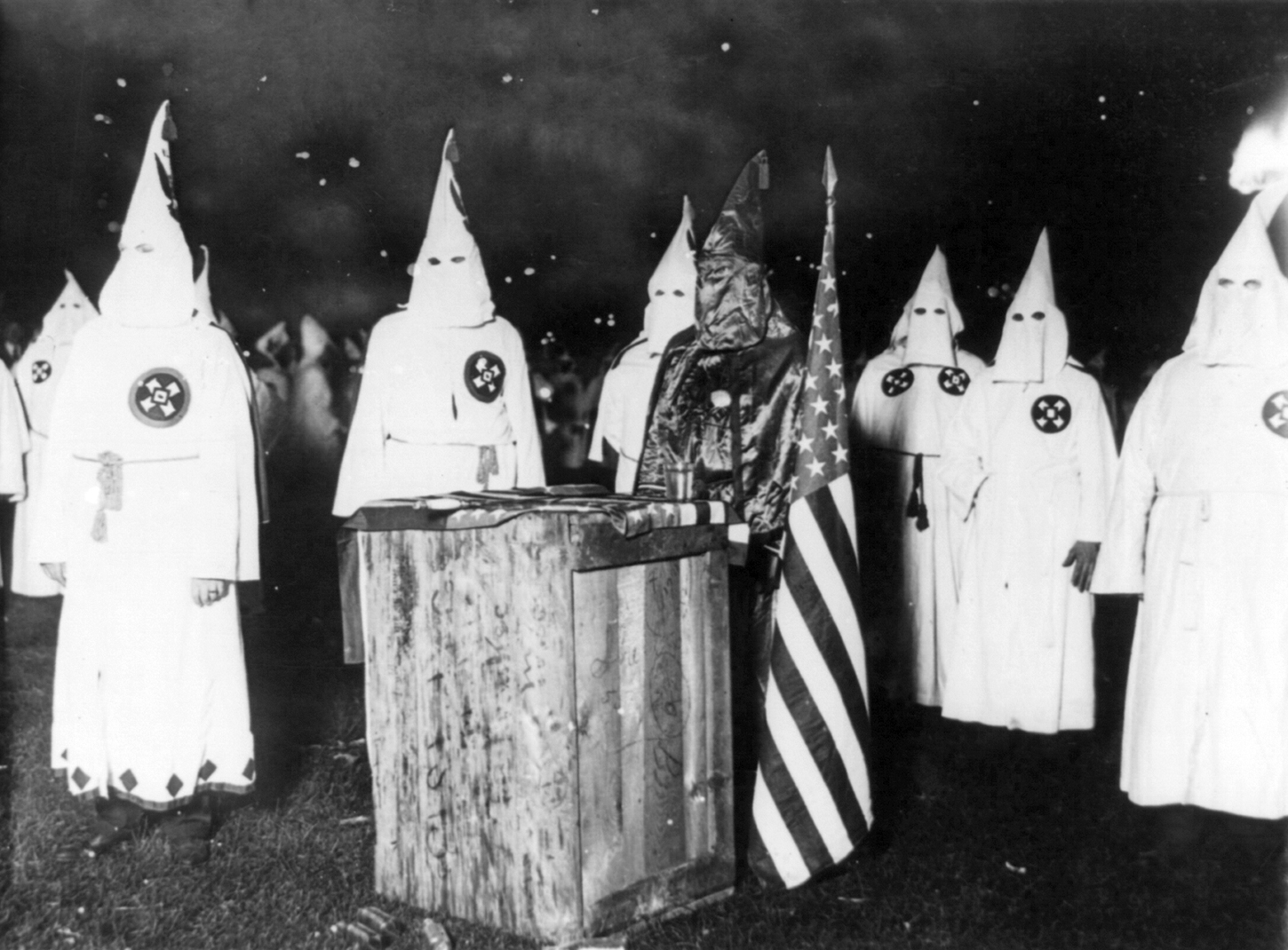
مسيرة ليلية لجماعات كو كلوكس كلان (KKK) في شيكاغو 1920

- الفصل العنصري: بموجب القانون، تم تقسيم المرافق العامة والخدمات الحكومية مثل التعليم إلى نطاقات «بيضاء» و «ملونة» منفصلة. [20]كانت النطاقات الملوّنة تتميز بنقص التمويل والنوعية.
- الحرمان: عندما استعاد الديمقراطيون البيض السلطة، أقرّوا قوانين جعلت تسجيل الناخبين أكثر تقييدًا، مما أجبر الناخبين السود على الخروج من قوائم التصويت. انخفض عدد الناخبين الأمريكيين الأفارقة بشكل كبير، ولم يعد بإمكانهم انتخاب ممثلين. أنشأت الولايات الجنوبية من الكونفدرالية السابقة بين عامي 1890 و 1908 دساتيرًا مع أحكام حرمت عشرات الآلاف من الأمريكيين الأفارقة، كما حرمت البيض الفقراء أيضًا في ولايات أمريكية مثل ولاية ألاباما.
- الاستغلال: تزايد الاضطهاد الاقتصادي للسود من خلال نظام الإيجار المدان بالإضافة إلى اللاتينيين والآسيويين وحرمانهم من الفرص الاقتصادية، والتمييز في التوظيف على نطاق واسع.
- العنف: العنف الفردي، ومن قبل الشرطة، والجهات شبه العسكرية والتنظيمية، والعنف العرقي الجماعي ضد السود (واللاتينيين في الجنوب الغربي والآسيويين في كاليفورنيا).

رفض الأمريكيون الأفارقة والأقليات العرقية الأخرى هذا النظام. قاوموها بطرق عديدة وسعوا للحصول على فرص أفضل من خلال الدعاوى القضائية، والمنظمات الجديدة، والتعديلات السياسية، وتنظيم العمل (راجع حركة الحقوق المدنية الأفريقية الأمريكية (1896-1954)). تأسّست الجمعية الوطنية للنهوض بالملونين (NAACP) في عام 1909. ناضلت من أجل القضاء على التمييز العنصري من خلال جهود التقاضي والتثقيف والضغط السياسي. كان إنجازها المتفوّق هو انتصارها القانوني في قرار المحكمة العليا في قضية براون ضد مجلس التعليم عام 1954، عندما رفضت المحكمة أنظمة مدارس بيضاء وملونة منفصلة، وقلبت بشكل ضمني المبدأ «المنفصل ولكن المتساوي» الذي أُنشئ إثر قضية بليسي ضد فيرغسون عام 1896.
اشتمل دمج المكتبات العامة الجنوبية على العديد من الخصائص نفسها في حركات حقوق مدنية الأكبر. ويشمل ذلك الاعتصامات والضرب والمقاومة البيضاء. على سبيل المثال، في عام 1963 في مدينة أنيستون بولاية ألاباما، تعرض اثنان من الوزراء السود للضرب بوحشية لمحاولتهما دمج المكتبة العامة. على الرغم من التعرض للمقاومة والعنف، كان دمج المكتبات أسرع عمومًا من دمج المؤسسات العامة الأخرى.

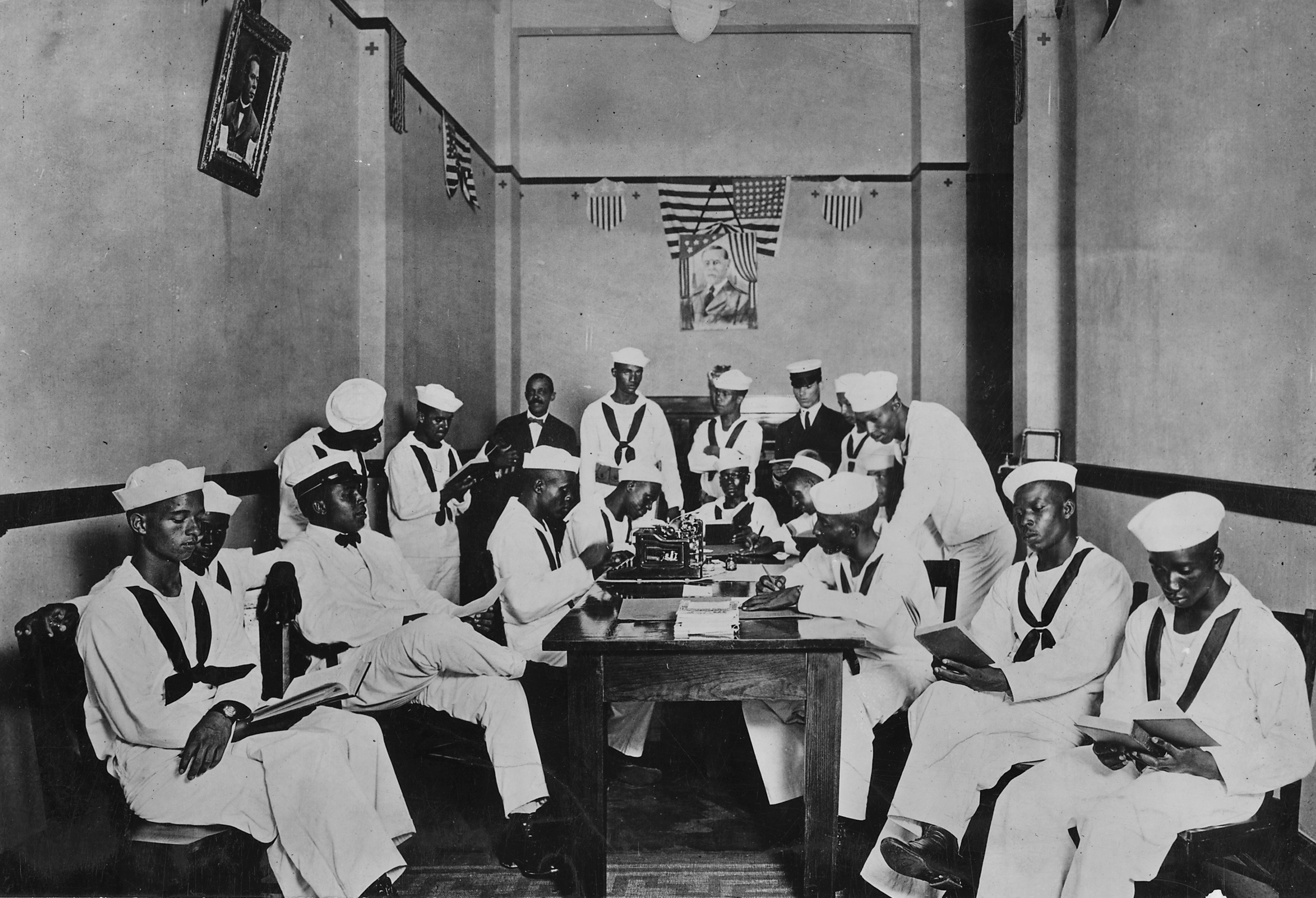
غرفة البحارة الملونين في الحرب العالمية الأولى

كان الوضع بالنسبة للسود خارج الجنوب أفضل إلى حد ما (إذ استطاع السود في معظم الولايات التصويت وتعليم أطفالهم، بالرغم من استمرار مواجهتهم التمييز في الإسكان والوظائف). سعى الأمريكيون الأفارقة من عام 1910 وحتى عام 1970 إلى حياة أفضل من خلال الهجرة من الجنوب إلى الشمال والغرب. غادر ما يقارب سبعة ملايين شخصًا أسود الجنوب بظاهرة عرفت باسم الهجرة العظمى. هاجر الكثير من الناس لدرجة تغيّرت فيها التركيبة السكانية لبعض الولايات ذات الأغلبية السوداء لتصبح أغلبية المستوطنين بيض (إلى جانب التطورات الأخرى).
أدّى التدفّق السّريع للسود إلى إعاقة التوازن العرقي داخل المدن الشمالية، ممّا أدّى إلى تفاقم العداء بين الشماليين البيض والسود. تميز ما لقب بالصيف الأحمر لعام 1919 بمئات الوفيات وارتفاع عدد الضحايا في جميع أنحاء الولايات المتحدة نتيجة لأعمال الشغب المبنية على الخلاف العرقي التي وقعت في أكثر من ثلاثين مدينة، مثل أحداث الشغب في شيكاغو عام 1919 وأعمال شغب أوماها عام 1919.
كانت المخططات النمطية للسود الجنوبيين تعزي القضايا أو المشاكل التي تحدث في المناطق المدنية كالجريمة والمرض، إلى وجود الأمريكيين الأفارقة.
عمومًا، تعرّض الأمريكيون الأفارقة في المدن الشمالية للتمييز المنهجي في مجموعة كبيرة من جوانب الحياة. تم توجيه الفرص الاقتصادية في ميدان العمل للسود إلى أدنى صوره، وتقييد التنقل المحتمل. أما في مجال الإسكان، استخدمت تدابير تمييزية أقوى ارتبطت بالتدفّق الأسود، ممّا أدّى إلى مزيج من العنف الموجّه والعهود المقيدة وإعادة التنظيم والتوجيه العنصري. كما بدأ تزايد التمدن الناجم عن الهجرة العظمى إلى إعادة تصنيف الأمريكيين الأفارقة بين جمهوري وديمقراطي، والذي تم إقفاله في وقت لاحق من خلال ما عرف بالصفقة الجديدة خلال فترة الكساد العظيم في ثلاثينيات القرن العشرين.
أصدر الرئيس فرانكلين روزفلت تحت الضغط الكبير من قبل أنصار الأمريكيين الأفارقة الذين بدأوا «حركة المسير في واشنطن» أول أمر فيدرالي يحظر التمييز وأنشأ لجنة ممارسات التوظيف العادل. ضغط المحاربون القدامى في الجيش بعد مشاركتهم في كلتا الحربين العالميتين، من أجل الحصول على حقوق مدنية كاملة وقادوا الكثير من الحركات الناشطة. وفي عام 1948، حصلوا على المساواة في الجيش في عهد الرئيس هاري ترومان الذي أصدر الأمر التنفيذي 9981 لإنجازه.
كان فصل المساكن مشكلة قومية مستمرّة خارج مناطق الجنوب. على الرغم من أن الحكومة الفيدرالية أصبحت تشارك بشكل متزايد في عمليات الإقراض العقاري والتنمية في ثلاثينيات وأربعينيات القرن العشرين، إلا أنها لم ترفض استخدام العهود المقيدة للعرق حتى عام 1950.
ارتبطت عملية الانتقال إلى الضواحي بالفعل بهجرة العرق الأبيض في هذا الوقت، وهو وضع أطاله التمييز المستمر لوكلاء العقارات، إذ أصدرت على وجه الخصوص الرابطة الوطنية للمجالس العقارية (NAREB) من 1930 حتى ستينيات القرن العشرين المبادئ التوجيهية التي حدّدت أنه لا ينبغي أبدًا على المقاول أن يساهم في إدخال شخصية أو ملكية أو أفراد من أي عرق أو جنسية أو أي فرد سيكون وجوده ضارًا بشكل واضح بقيم أو مبادئ الحي. وكانت النتيجة إنشاء المعازل/الغيتو للعرق الأسود بالكامل في الشمال والجنوب.
رفض المواطنون الأساليب التدريجية والقانونية التي استخدمت كأداة رئيسية لإلغاء الفصل العنصري سيما بعد انتصار براون في قضيته، وخيبة أملهم بسبب عدم وجود تأثير عملي فوري. تصدّى أنصار الفصل العنصري لهم في الجنوب بمقاومة هائلة. في المقابل، تبنى النشطاء الأمريكيون الأفارقة إستراتيجية مشتركة للعمل المباشر باللاعنف والمقاومة اللاعنفية، ووصفت العديد من الأحداث بأنها عصيان مدني، ممّا أدّى إلى ظهور حركة الحقوق المدنية ما بين عاميّ 1954 و 1968.

## بدايات السلوك المباشر في خمسينيات القرن العشرين

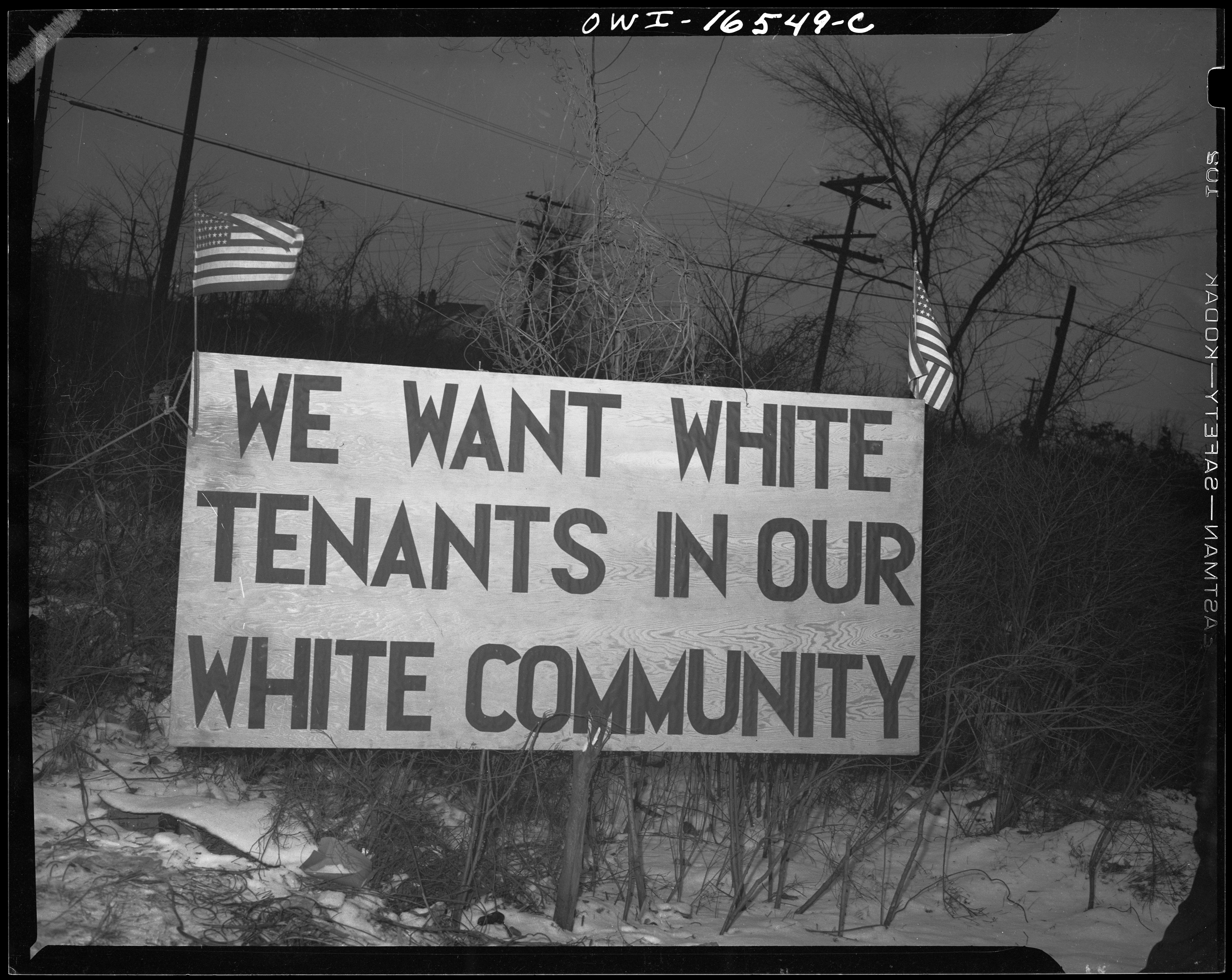
لافتة نصبها المستأجرون البيض في سعيهم لمنع السود من الانتقال إلى مشروع الإسكان في ديترويت عام 1942.

اتّسعت إستراتيجية التوعية العامة، والضغط التشريعي، والتقاضي الذي مثّل حركة الحقوق المدنية خلال النصف الأول من القرن العشرين بعد قضية براون إلى إستراتيجية شدّدت على ما سمّي بالسلوك المباشر كالمقاطعة، والاعتصامات، وما دعي برحلات الحرية، بالإضافة إلى المسيرات والتكتيكات المماثلة التي تعتمد على التعبئة الجماهيرية والمقاومة اللاعنفية، والوقوف في الصف، وفي بعض الأحيان العصيان المدني.
قامت الكنائس، والمنظمات القاعدية المحلية، والمجتمعات الشقيقة، والشركات المملوكة من قبل السود، بتعبئة المتطوعين للمشاركة في أعمال واسعة النطاق. كانت هذه وسيلة أكثر مباشرة وربما أكثر سرعة لإحداث التغيير من النهج التقليدي المتمثل في تصاعد التحديات القضائية التي استخدمتها الجمعية الوطنية للنهوض بالملونين وغيرها.
نظم المجلس الإقليمي للقيادة الزنجية (RCNL) عام 1952، بقيادة ت. ر. م. هاوارد، وهو جراح أسود ومقاول ومزارع، مقاطعةً ناجحة لمحطات الغاز في ولاية ميسيسيبي التي رفضت توفير دورات المياه للسود. قاد هاوارد من خلال المجلس الإقليمي للقيادة الزنجية حملات لفضح وحشية خفر المتحلق بولاية مسيسيبي وتشجيع السود على تقديم ودائع في بنك تري-ستيت التابع للسود في مدينة ناشفيل، والذي بدوره قدم قروضًا لنشطاء الحقوق المدنية الذين كانوا ضحايا «الضغط الائتماني» من قبل مجالس المواطنين البيض.
قامت جو أن غيبسون روبينسون من المجلس السياسي للنساء في مونتغومري بعد اعتقال كلوديت كولفين لرفضها التخلي عن مقعدها في حافلة مونتغمري، ألاباما في آذار/مارس 1955، وبعد اعتقال روزا باركس في كانون الأول/ديسمبر، بإحياء مقاطعة للحافلات كانت بالحسبان منذ أمد. لاحقًا من تلك الليلة، عمد جون كانون رئيس قسم الأعمال في جامعة ولاية ألاباما وغيرهم، إلى تصوير وتوزيع آلاف المنشورات التي تدعو للمقاطعة. جعل النجاح النهائي للمقاطعة من المتحدث باسمها د.مارتن لوثر كينغ جونيور شخصية وطنية معروفة. كما ألهمت تنظيم مقاطعات الحافلات الأخرى كالمقاطعة الناجحة بتالاهاسي في فلوريدا عام 1956.
التحق الدكتور كينغ والقس رالف أبرناثي عام 1957، وهم مدراء جمعية تحسين مونتغمري، بقادة الكنيسة الآخرين الذين أبدوا جهود مماثلة في تنسيق المقاطعات، منهم القس س. ك. ستيل من تالاهاسي والقس ت. ج. جيمسون من باتون روج، ونشطاء آخرون مثل القس فريد شاتلزوورث وإيلا بيكر وأ. فيليب راندولف وبايارد روستين وستانلي ليفيسون، لتشكيل مؤتمر القيادة المسيحية الجنوبية (SCLC). لم يحاول مؤتمر القيادة المسيحية الجنوبية في أتلانتا، جورجيا، إنشاء شبكة من الفصول كما فعل NAACP، بل قدّم التدريب والمساعدة في القيادة للمحاولات المحلية لمكافحة التمييز العنصري. وجمعت المنظمة الرئيسية الموارد المالية، كان معظمها من مصادر شمالية لدعم مثل هذه الحملات، وجعلت من اللاعنف عقيدةً وطريقةً الأساسية لها في مواجهة العنصرية.
أنشأت عام 1959 كل من سيبتيما كلارك وبرنيس روبنسون وإيسو جنكينز، بمساعدة مدرسة هايلاندر فولك التي تتبع للناشط مايلز هورتن في ولاية تينيسي، أول مدارس المواطنة في جزر البحر في ولاية كارولينا الجنوبية. قاموا بمحو الأمية لتمكين السود من اجتياز اختبارات التصويت. حقق البرنامج نجاحًا باهرًا ـدّى إلى زيادة عدد الناخبين السود في جزيرة جونز ثلاثة أضعاف. تولى مؤتمر القيادة المسيحية الجنوبية (SCLC) البرنامج فتضاعفت نتائجها في ذلك المكان.